# Les Odalisques
Les Odalisques ("Le odalische") è un dipinto realizzato dall'artista francese Jacqueline Marval tra il 1902 e il 1903. Quest'opera è ritenuta il capolavoro di Marval ed è conservata al museo di Grenoble, in Francia.

## Storia
Dopo essere stato completato nel 1903, il quadro fu esposto al Salon des Indépendants di quell'anno. Nel 1916 l'opera venne esposta al Salon d'Antin assieme a Les demoiselles d'Avignon, un dipinto dalla composizione molto simile realizzato dal pittore spagnolo Pablo Picasso. Jacqueline Marval non vendette mai quest'opera e la tenne con sé per tutta la sua vita, esponendola spesso alle mostre che si svolgevano in quegli anni. La tela venne lodata anche dal poeta Guillaume Apollinaire, che la definì "un'opera importante per la pittura moderna". Nel 1933, dopo la morte della pittrice, il quadro venne donato dalla sorella dell'artista autodidatta al museo di Grenoble.

## Descrizione
Questo dipinto a olio su tela rappresenta cinque odalische in un interno, due vestite e tre nude, davanti a delle tende di un colore tra il blu e il verde. Una serva porta un vassoio con del tè e dell'uva affinché le quattro donne sedute su dei tappeti possano fare uno spuntino. Tutte e cinque indossano un turbante e tutte e cinque sembrano condividere gli stessi tratti del volto, che si ritiene siano quelli della stessa Marval.
L'opera riprende il tema delle odalische che si rilassano in un bagno turco, il cui esempio più celebre è il quadro Il bagno turco del pittore francese Jean-Auguste-Dominique Ingres. Tuttavia, rispetto alle opere dei pittori orientalisti (quasi tutti uomini) che l'hanno preceduta, Jacqueline Marval tratta questo tema in maniera molto naturale: le fanciulle ignude di questa tela non sono seducenti, ma sono raffigurate con una semplicità naturale, e le loro pose non hanno alcunché di voluttuoso. I colori danno vita a un'armonia cromatica tra il giallo e il rosso ai quali corrispondono il blu e il bianco.